# Emil Göbel
Emil Göbel (Bécs, 1892. január 5. – Bécs, 1939. június 2.) osztrák nemzetközi labdarúgó-játékvezető.

## Pályafutása

### Nemzeti játékvezetés
A kor elvárása alapján labdarúgóként tevékenykedett, majd szabályismeretének köszönhetően egyre több mérkőzés vezetésével bízták meg. Sportvezetőinek javaslatára azonnal bekapcsolódott a labdarúgó bajnokságba. Az aktív nemzeti játékvezetéstől 1931-ben vonult vissza.

### Nemzetközi játékvezetés
Az Osztrák labdarúgó-szövetség Játékvezető Bizottsága (JB) 1928-ban terjesztette fel nemzetközi játékvezetőnek, a Nemzetközi Labdarúgó-szövetség (FIFA) bíróinak keretébe. Több nemzetek közötti válogatott és klubmérkőzést vezetett. Az aktív nemzetközi játékvezetéstől 1931-ben búcsúzott. Válogatott mérkőzéseinek száma: 3.

#### Nemzetközi kupamérkőzések

##### Közép-európai kupa
| Időpont             | Helyszín             | Mérkőzés típusa    | Mérkőzés                    | Eredmény | Nézők száma |
| ------------------- | -------------------- | ------------------ | --------------------------- | -------- | ----------- |
| 1927. augusztus 14. | BSK Stadion, Belgrád | egyik nyolcaddöntő | BSK Beograd–Hungária FC     | 2 : 4    | 5 000       |
| 1928. augusztus 19. | BSK Stadion, Belgrád | egyik nyolcaddöntő | BSK Beograd–Ferencvárosi TC | 0 : 7    | 4 000       |

## Statisztika

### Nemzetközi válogatott mérkőzései
| #  | Dátum                | Helyszín              | Hazai         | Eredmény | Vendég       | Kiírás     | Gólok | Esemény |
| -- | -------------------- | --------------------- | ------------- | -------- | ------------ | ---------- | ----- | ------- |
| 1. | 1928. szeptember 23. | Prága                 | Csehszlovákia | 6 – 1    | Magyarország | barátságos | -     |         |
| 2. | 1929. október 28.    | Prága, Slavia Stadion | Csehszlovákia | 4 – 3    | Jugoszlávia  | barátságos | -     |         |
| 3. | 1931. május 21.      | Belgrád, BSK-pálya    | Jugoszlávia   | 3 – 2    | Magyarország | barátságos | -     |         |
|    | Összesen             |                       |               | 3        | mérkőzés     |            |       |         |